# 岡田貞三郎
岡田 貞三郎（おかだ ていざぶろう、1896年〈明治29年〉2月29日 - 1972年〈昭和47年〉5月3日）は、日本の編集者。
群馬県伊勢崎町に生まれる。県立伊勢崎工業を卒業後、1917年（大正6年）講談社に入社。雑誌『講談倶楽部』に配属され、1928年（昭和3年）からは編集主任（編集長）となる。1929年（昭和4年）の『講談倶楽部』新年号は岡田の発案による付録「全国金満家番付」をつけ部数35万部を達成する。江戸川乱歩を起用し、同年8月号から連載開始された『蜘蛛男』は人気となり、その後『魔術師』『恐怖王』『人間豹』と明智小五郎が活躍する連載が続き雑誌の人気を支えた。他に吉川英治、岡本綺堂、大佛次郎、白井喬二らの編集も務めた。幼少時にわずらった眼疾が進行し途中から盲目となったが、編集部員に原稿を代読させることによって1941年（昭和16年）まで主任を務めた。
1971年（昭和46年）、大衆文学研究家の真鍋元之の聞き書きによる『大衆文学夜話』を刊行、翌年、76歳で亡くなった。

## 著作
- 『大衆文学夜話』 岡田貞三郎 述、真鍋元之 編、青蛙房、1971年、全国書誌番号:75001273